# Pygora pulchripes
Pygora pulchripes är en skalbaggsart som beskrevs av Waterhouse 1878. Pygora pulchripes ingår i släktet Pygora och familjen Cetoniidae. Inga underarter finns listade i Catalogue of Life.